# Anatolij Kotieniow
Anatolij Władimirowicz Kotieniow (ros. Анатолий Владимирович Котенёв, biał. Анатолій Уладзіміравіч Кацянёў; ur. 25 września 1958 w Suchumi) – radziecki i białoruski aktor filmowy i teatralny. Zasłużony Artysta Republiki Białoruś.

## Biografia
Anatolij Kotieniow urodził się w mieście Suchumi – stolicy ówczesnej Abchaskiej ASRR, jednej z byłych republik ZSRR. Wkrótce po jego urodzeniu cała rodzina przeniosła się do miasta Niewinnomyssk w Kraju Stawropolskim.
W szkole podstawowej Kotieniow zainteresował się teatrem, a swoje pierwsze kroki na teatralnej scenie stawiał w miejscowym teatrze działającym przy miejskim pałacu kultury. W wieku 17 lat wstąpił do wyższej szkoły teatralnej w Swierdłowsku. Po odbyciu zasadniczej służby wojskowej rozpoczął studia aktorskie w szkole aktorskiej przy Moskiewskim Teatrze Artystycznym im. Czechowa (MChAT). Jeszcze jako student zadebiutował w filmie Grigorija Aronowa pt. Nieznany żołnierz z 1984. Przez następne dwa lata grywał drugoplanowe role w mało znanych filmach. Popularność przyniosła mu dopiero rola oficera marynarki Borisa Szubina w filmie Siekrietnyj farwatier Wadima Kostromienki. Pod koniec lat 80. osiedlił się w Białoruskiej SRR. Obecnie (2017) Anatolij Kotieniow  jest jednym z najbardziej znanych aktorów białoruskich, mającym na koncie ponad 60 ról filmowych i telewizyjnych.    

## Filmografia (wybór)
- 1984 – Nieznany żołnierz - Andriej
- 1985 – Matros Żelezniak - Żelezniak
- 1990 – Deja vu - Majakowski
- 1995 – Czwarta planeta - Siergiej, dowódca pojazdu
- 2001 – Jeniec: Tak daleko jak nogi poniosą - Kamieniew
- 2003 – Pobłogosławcie kobietę - pułkownik
- 2006 – Przełom - gen. Kazakow
- 2007 – 07 zmienia kurs - gen. Trofimow
- 2007 – Kod apokalipsy - generał FSB
- 2009 – 1941- ojciec Gieorgija i Iwana
- 2012 – Metro - burmistrz
- 2015 – Woroniny - gen. Gałanow
- 2017 – Czas pionierów - gen. Kamanin
- 2017 – Spacer w kosmosie - Nikołaj Kamanin
- 2019 – Komik - gen. Jasieniew

i inne. 

## Życie osobiste
W 1989 roku ożenił się ze Swietłaną Borowską (ur. 1969) ówczesną prezenterką pierwszego kanału białoruskiej telewizji państwowej. Ma z nią dwóch synów – Władimira (ur. 1989) i Klima (ur. 1998).

## Źródła
- Sylwetka aktora na stronie kanału TV Rossija 1
- Akitory sowietskogo i rossijskogo kino